# Зейдель, Карл Иванович
Карл Иванович Зейдель (1786—1842) — русский литератор и переводчик.
Служил в министерстве внутренних дел, в Горном корпусе был лектором немецкого языка и в Вольно-экономическом обществе библиотекарем; напечатал «Альманах анекдотов на 1830» и другой, на 1832 (СПб.), а также переводы с немецкого (см. ниже).

## Избранные публикации
Источник — электронные каталоги РНБ
- Зейдель К. И. Альманах анекдотов…. — СПб. : Тип. путей сообщения, ценз. 1829—1830.

переводы
- Гацци И. фон. О усовершенствовании сельского скотоводства : Речь, произнесенная в собрании О-ва сельск. хоз. в Минхене 18 февр. 1824 г. / Пер. с нем. К. Зейдель. — СПб. : при Имп. Акад. наук, 1830. — 154 с.
- Штиссер К. Руководство производить постройки из мокрой глины, дешево, прочно и красиво / Пер. с нем. Карл Зейдель. — СПб. : Вольное экон. о-во, 1829. — 32 с.